# Faustine Merret
Faustine Lucie Merret (Brest, 13 de marzo de 1978) es una deportista francesa que compitió en vela en las clases Mistral y RS:X. 
Participó en dos Juegos Olímpicos de Verano, en los años 2004 y 2008, obteniendo una medalla de oro en Atenas 2004, en la clase Mistral.
Ganó siete medallas en el Campeonato Mundial de Mistral entre los años 1998 y 2004, y cinco medallas en el Campeonato Europeo de Mistral entre los años 1997 y 2004. También obtuvo una medalla de bronce en el Campeonato Mundial de RS:X de 2006 y una medalla de bronce en el Campeonato Europeo de RS:X de 2008.

## Palmarés internacional
| Juegos Olímpicos   | Juegos Olímpicos          | Juegos Olímpicos  | Juegos Olímpicos |
| Año                | Lugar                     | Medalla           | Clase            |
| ------------------ | ------------------------- | ----------------- | ---------------- |
| 2004               | Atenas (Grecia)           | Medalla de oro    | Mistral          |
| Campeonato Mundial |                           |                   |                  |
| Año                | Lugar                     | Medalla           | Clase            |
| 1998               | Brest (Francia)           | Medalla de bronce | Mistral          |
| 1999               | Numea (Francia)           | Medalla de plata  | Mistral          |
| 2000               | Mar del Plata (Argentina) | Medalla de bronce | Mistral          |
| 2001               | Atenas (Grecia)           | Medalla de plata  | Mistral          |
| 2002               | Pattaya (Tailandia)       | Medalla de bronce | Mistral          |
| 2003               | Cádiz (España)            | Medalla de bronce | Mistral          |
| 2004               | Esmirna (Turquía)         | Medalla de bronce | Mistral          |
| Campeonato Europeo |                           |                   |                  |
| Año                | Lugar                     | Medalla           | Clase            |
| 1997               | Murcia (España)           | Medalla de bronce | Mistral          |
| 1999               | Puck (Polonia)            | Medalla de plata  | Mistral          |
| 2000               | Cádiz (España)            | Medalla de plata  | Mistral          |
| 2003               | Palermo (Italia)          | Medalla de plata  | Mistral          |
| 2004               | Sopot (Polonia)           | Medalla de bronce | Mistral          |

| Campeonato Mundial | Campeonato Mundial | Campeonato Mundial | Campeonato Mundial |
| Año                | Lugar              | Medalla            | Clase              |
| ------------------ | ------------------ | ------------------ | ------------------ |
| 2006               | Torbole (Italia)   | Medalla de bronce  | RS:X               |
| Campeonato Europeo |                    |                    |                    |
| Año                | Lugar              | Medalla            | Clase              |
| 2008               | Brest (Francia)    | Medalla de bronce  | RS:X               |